# 冬泳

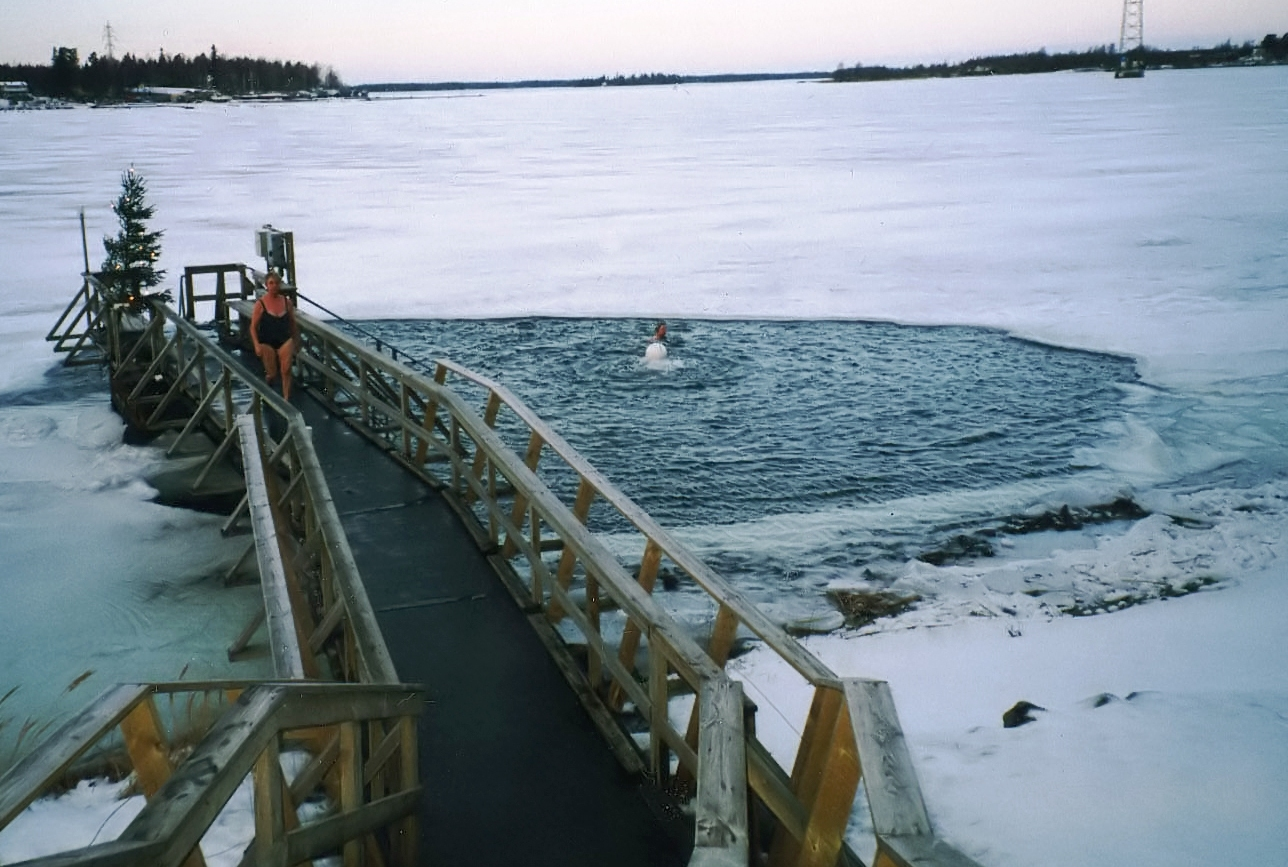
芬兰的冬泳場景

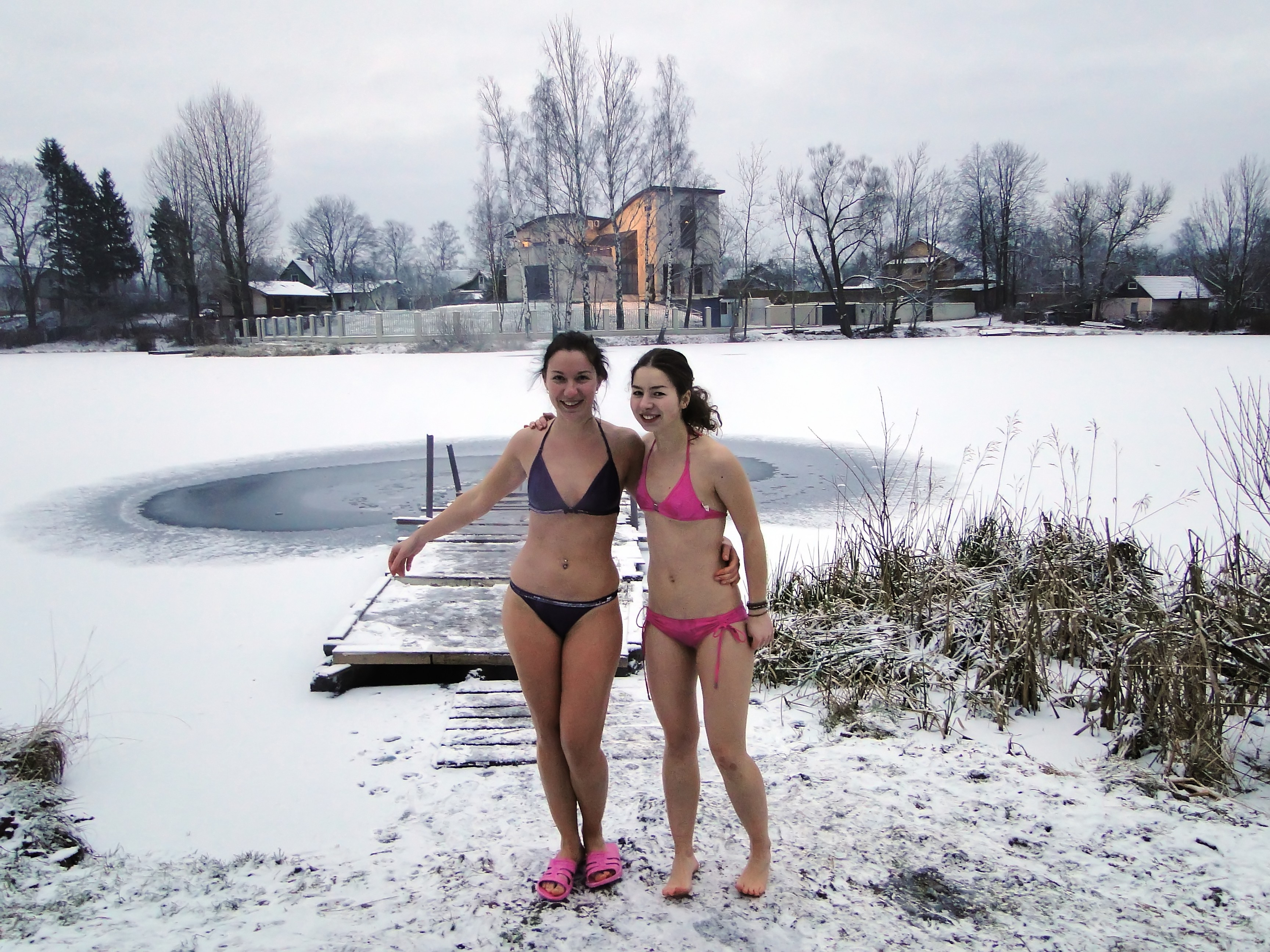
两名俄罗斯妇女在即将在结冰的湖中游泳

冬泳是指在冬季进行的游泳活动，通常是在户外（公開水域游泳）或在不加温的游泳池或户外泳池中进行。
在北歐以及東歐（例如乌克兰、俄罗斯、芬兰和波罗的海国家），冬泳是宗教庆典（例如主顯節）的一部分。许多冬泳愛好者只穿着泳衣游泳。
国际冬泳和冰泳比赛在世界各地举行，其中两个较大的组织机构是国际冰泳协会和国际冬泳协会。这两个组织都有类似的比赛准则，包括水温通常低于5°C（41°F），游泳者只能戴护目镜，穿一件标准泳衣，戴一顶乳胶或硅胶帽。